# Мокре (Бяльский повет)
Мокре (пол. Mokre) — деревня в Бяльском повете Люблинского воеводства Польши. Входит в состав гмины Россош. По данным переписи 2011 года, в деревне проживало 304 человека.
В период с 1975 по 1998 годы деревня входила в состав Бяльскоподляского воеводства.

## География
Деревня расположена на востоке Польши, к западу от реки Мулавы, на расстоянии приблизительно 21 километра к югу от города Бяла-Подляска, административного центра повета. Абсолютная высота — 147 метров над уровнем моря. К востоку от населённого пункта проходит региональная автодорога 812.

## Климат
Климат характеризуется как влажный континентальный с тёплым летом (Dfb  в классификации климатов Кёппена). Среднегодовая температура воздуха составляет 7,3 °C. Средняя температура самого холодного месяца (января) составляет −4,7 °С, самого жаркого месяца (июля) — 17,4 °С. Расчётная многолетняя норма осадков — 565 мм.

## Население
Демографическая структура по состоянию на 31 марта 2011 года:
|         | Всего | До трудоспособного возраста | Трудоспособного возраста | Старше трудоспособного возраста |
| ------- | ----- | --------------------------- | ------------------------ | ------------------------------- |
| Мужчины | 163   | 31                          | 110                      | 22                              |
| Женщины | 141   | 26                          | 80                       | 35                              |
| Всего   | 304   | 57                          | 190                      | 57                              |